# Otto K. Lind
Otto Katharus Lind (født 28. november 1920 i København, død 8. september 2000 i Viborg) var en dansk modstandsmand, general i hæren og forsvarschef.
Lind afsluttede sin uddannelse fra Hærens Officersskole i 1943, kort tid før hærens opløsning. Han gik ind i den militære del af modstandsbevægelsen, og blev i 1944, mens han indsamlede oplysninger om tyske befæstningsanlæg, taget til fange. Han blev overleveret til Gestapo, underkastet tortur og sidenhen brugt som gidsel i tyske jernbanetransporter, som var truet af modstandsbevægelsen. Han tilbragte den sidste del af krigen i Frøslev-lejren.
Efter krigen fik Lind tjeneste ved Dronningens Livregiment, hvor han avancerede til oberstløjtnant. Sidenhen fulgte chefposter som chef for 1. Jydske Brigade, chef for Forsvarsstabens Operationstab, chef for Østre Landsdelskommando og chef for BALTAP, NATO-kommandoen i Karup.
I 1983 stod generalløjtnant og chef for Forsvarsstaben G.K. Kristensen til at blive forsvarschef, men den nyudnævnte Forsvarsminister Hans Engell valgte at forbigå denne og udnævnte i stedet den da 63-årige Lind til Forsvarschef. Lind tjente som Forsvarschef i 14 måneder.
Han er begravet på Almind Kirkegård i Viborg.